# Квієтизм
Квієти́зм (від лат. quies — «спокій») — релігійна течія в католицизмі. Виникла у XVII ст.
Представники квієтизму культивують містично-споглядальний погляд на навколишній світ та певну моральну індиферентність.
В переносному сенсі «квієтизм» — пасивна поведінка; апатична покірність божественній волі.

## Історія
Основоположник — іспанський теолог Мігель де Молінос (бл. 1628—1696), який виступив з проповіддю містичного вчення, згідно з яким єднання з Богом можливе як апофеоз безтурботності, що виявляється в відчуженості душі, що пройшла через «акт самозречення» від усіх суєт, включаючи і заклопотаність власним порятунком (пор. з вимогою "незацікавленої любові "до Бога, акцентованою в суфізмі). Доброчесність і конфесійна віра оголошуються «зовнішніми», а тому не мають стосунку до святості, яка розуміється як досягнутий стан спокою, основою якого є безмежна довіра до Месії і повне делегування Христу відповідальності за свою долю. Розвиваючи традиційні для містики ідеї (осягнення Абсолюту на шляхах любові і безпосереднє єднання з ним в акті одкровення), К. відрізняється граничною логічною послідовністю, доводячи характерну для класичної містики презумпцію відчуженості душі до нормативної повної байдужості — аж до індиферентного відношення до добра і зла. Згідно концепції К., людина, яка досягла досконалості " на вершині самозречення "не підлягає оцінці в контексті етичних дихотомій (типу дихотомії чесноти і гріха), бо всі його вчинки і думки належать і сходять до Бога, на користь якого він відрікся від своєї волі. К. був засуджений ортодоксальним католицизмом (особливо єзуїтами): Молінос був змушений відректися від своїх поглядів і заточений (1685), а його ідеї по 68 пунктам засуджені спеціальною папською буллою Інокентія XI «Coelestis Pastor» (1687) як єресь.

## Вплив
Книга Моліноса «Духовний путівник» (1675) до початку 18 ст. була перевидана понад 20 разів різними мовами. Квієтизм знайшов своїх полум'яних послідовників як у Західній Європі (Франсуа де Саліньяк де ла Мот Фенелон (1651–1715), архієпископ Камбрейський, який впав в опалу за квієтистські погляди; Ж. М. Гюйон (1648–1717), ув'язнена в Бастилію за проповідь квієтизму і, зокрема, за виведення про рівність добра і зла як різних проявів Божественної волі, П. М. Петруччі, Ф. Лакомб та ін., включаючи представників офіційних церковних кіл: А. Х. Франк, Д. Арнольд), так і Росії (поширення на початку 19 ст. обер-прокурором Синоду князем Голіциним російських перекладів класичних текстів квієтизму , мали ходіння аж до офіційного вилучення в середині 1840-х). У контексті динамізму культури Заходу (17 ст. — Зоря Нового часу) квієтизм виступив аксіологічною альтернативою основоположним цінностям активізму (католицькій концепції «добрих справ»); задавши поведінкову і життєву парадигму спокою, що є максимальним вираженням загальної тенденції західної містики до споглядальної зосередженості (порівняно з культивованою в східній містиці, що розвивається в контексті традиційно-консервативної стабільної культури, нормативно екстатичної практики як альтернативи типовим поведінковим парадигмам: танці дервішів в ісламі, граничний ритм раннєсуфійскіх танців та інші). Висловлюючи шукану для європейської традиції цінність спокою (аксіологічний горизонт культури в контексті пріоритетів активізму), квієтизм , будучи офіційно засуджений католицизмом, знову заявив про себе в рамках протестантизму, надавши значний вплив на лютеранський пієтизм 18 ст., і в рамках філософської традиції, надавши вплив на аксіологічну будову ряду концепцій, починаючи з Шопенгауера.